# Bénéfice avant intérêts, impôts, dépréciation et amortissement
Le bénéfice avant intérêts, impôts, dépréciation et amortissement (BAIIDA) (en anglais : « earnings before interest, taxes, depreciation, and amortization » ou EBITDA) désigne, en finance, le bénéfice d'une société avant que n'en soient soustraits les intérêts, les impôts sur les sociétés, les dotations aux amortissements et les provisions sur immobilisations (mais après dotations aux provisions sur stocks et créances clients).
Il s’agit d’un indicateur initialement développé aux États-Unis. Ce n'est pas un indicateur normalisé, c’est-à-dire que le contenu peut différer d’une entreprise à une autre. Dans la comptabilisation, il existe un autre terme, OIBDA, « operating income before depreciation and amortization » ou profit d'activité avant dotations aux amortissements et provisions, qui, au contraire d'EBITDA, ne comprend pas les dépenses non-opérationnelles.
Comme son nom l’indique, il met en évidence le profit généré par l’activité indépendamment des conditions de son financement (les charges financières), des contraintes fiscales (impôts sur les sociétés), et du renouvellement de l’outil d’exploitation (amortissements). Il est proche de l’excédent brut d'exploitation (EBE) utilisé en France, à la différence que ce dernier est calculé avant écritures relatives aux provisions d'exploitation (dotations et reprises de provisions sur stocks et créances clients) et à la participation des salariés.
L’EBITDA a donné naissance au bénéfice avant intérêts et impôts (EBIT en anglais). Il figure généralement dans les comptes sous le nom de « Operating Profit ». L'EBIT est donc très proche du résultat d'exploitation français (type liasse fiscale cerfa 2050) dont il ne diffère que par la ligne « GA/GB : dotations aux amortissements et provisions sur immobilisations » pour l'EBITDA.

## Méthode de calcul
À partir d’un compte de résultat, on peut calculer l’EBITDA de deux façons :
- en retranchant de tous les produits, hors financiers et exceptionnels, les charges d’exploitation sauf les charges exclues (intérêts, impôts sur les sociétés, dotations aux amortissements et provisions) ;
- en ajoutant au résultat net les charges exclues

Exemple de calcul de l'EBITDA à partir du compte de résultat suivant :
- Chiffre d'affaires = 1 000
- Achats = 400
- Autres charges externes = 100
- Charges de personnel = 200
- Charges d’intérêts = 20
- Charges d’impôt (impôts sur les sociétés) = 30
- Dotations aux amortissements et provisions = 50
- Résultat net = 200

1. Méthode soustractive, en partant du chiffre d'affaires :
EBITDA = chiffre d'affaires - achats - autres charges externes - charges de personnel
Soit : EBITDA = 1 000 - 400 - 100 - 200 = 300
2. Méthode additive, en partant du résultat net :
EBITDA = résultat net + charges d'intérêts + charges d’impôt + dotations aux amortissements et aux provisions
Soit : EBITDA = 200 + 20 + 30 + 50 = 300

L’EBIT sera quant à lui égal à l'EBITDA moins les dotations aux amortissements et aux provisions :
EBIT = 300 - 50 = 250

## Utilisation pour les opérations financières
L'EBITDA, solde des produits et des charges d'exploitation sans intégrer les amortissements, est proche de l'EBE français, ou excédent brut d'exploitation. Il fournit une indication sur la rentabilité opérationnelle à court terme d'une entreprise. Lors de transactions (cessions-acquisitions), une méthode de valorisation d'une activité consiste à prendre un multiple d'EBITDA comme référence de prix.
La notion d'EBITDA a connu un succès grandissant lorsque les entreprises ont réalisé dans les années 1990 de nombreuses acquisitions financées par de la dette. Ces entreprises ont estimé que l'EBITDA donnait une image plus fiable de leur activité opérationnelle et c'est pour cela qu'il figure dans leurs comptes annuels (annual reports en anglais). Le résultat mesuré par l'EBITDA ne tient pas compte du coût de la dette, ni de l'amortissement du goodwill, important lorsqu'une acquisition est cher payée. Il est donc normal de voir des EBITDA largement supérieurs au résultat net.
L'EBIT est lui aussi utilisé dans les calculs de ratios financiers, mais l'EBITDA reste bien plus exploité de par la valorisation supplémentaire qu'elle apporte à l'activité de l'entreprise.
L'EBITDA peut aussi servir aux créanciers pour évaluer la capacité qu'aura l'entreprise à couvrir sa charge d'intérêts, notamment dans un scénario extrême où le service de la dette prend l'ascendant sur les efforts d'investissement.
Devenu populaire, le multiple d'EBITDA fut notamment employé en tant que pis-aller comme critère d'évaluation d'action pour les entreprises « Internet » ne dégageant pas de bénéfice net. Cela conduisit à certaines exagérations boursières qui furent l'une des causes du krach survenu en avril 2000.
Dans la mesure où l'EBIT et l'EBITDA constituent des indicateurs financiers non normalisés, il convient d'être vigilant sur la façon dont ils ont été calculés par la société les communiquant. La comparaison de différentes entreprises au travers de ces deux soldes peut en effet être biaisée par les divers modes de calculs utilisés. On notera que ce biais est toutefois supposé rester minime.